# Emilio Badini
Pour les articles homonymes, voir Badini.
Emilio Badini (né à Rosario, en Argentine, le 4 août 1897 et mort en 1956) est un milieu de terrain argentin naturalisé italien. 
Surnommé Badini II, pour le distinguer de ses frères Angel, Cesare et Augusto, eux aussi footballeurs.

## Biographie

### En club
Emilio Badini joue d'octobre 1913 à 1921 au Bologne FC 1909. De 1921 à 1922, il joue au SPAL Ferrare 1907 et finit sa carrière au Virtus Bologna de 1922 à 1923. Il ne remporte aucun titre.  

### En sélection
En tant que milieu de terrain, il est sélectionné avec la Squadra Azzurra pour les JO de 1920 à Anvers. Il ne dispute que deux matchs (contre la Norvège et l'Espagne). Il inscrit un but contre la Norvège à la 96e minute, assurant la victoire. Il s'agit des seuls matchs avec la sélection.